# اقتصاديات تخفيف التغير المناخي

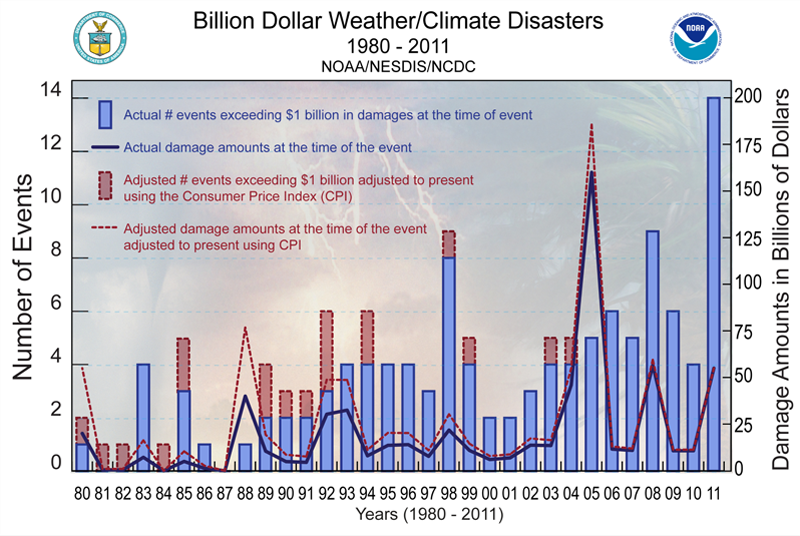

يتضمن تخفيف التغير المناخي الأفعال المصممة للحدّ من مقدار الاحترار العالمي على المدى الطويل. يمكن أن يتحقق هذا التخفيف من خلال الحد من انبعاثات الغازات الدفيئة أو من خلال تعزيز الأحواض التي تمتصّ الغازات الدفيئة، مثل الغابات.

## تعريفات
يستعمل تعبير «التغيّر المناخيّ» في هذه المقالة لوصف التغير في المناخ المقاس بخصائصه الإحصائية، مثل متوسط درجة حرارة السطح العالمي. وفي هذا السياق، يدلّ «المناخ» على متوسّط الطقس. قد يتغير المناخ عبر فترة من الزمن تتراوح بين شهور إلى آلاف السنين أو ملايينها. الفترة الكلاسيكية 30 سنة، كما عرّفتها المنظمة العالمية للأرصاد الجوية. قد يرجع التغير المناخي إلى أسباب طبيعية، كتغير حرارة الشمس، أو أسباب بشرية، مثل تغيير تركيب الغلاف الجوي. أيّ تغيير بشري في المناخ يحصل عكس «خلفية» التنويعات الطبيعية في المناخ.

## مشاكل الخير العام
الغلاف الجوّيّ خيرٌ عامّ عالمي، وانبعاثات الغازات الدفيئة أثر جانبي عالمي (غولدمبرغ وآخرون، 1966; 21، 28 ،43). سنرمز لرفاهية كل فرد أو دولة بالتابع Uj، ولاستهلاكه بالتابع Cj، ولصلاحية الجوّ A، حيث تكون الرفاهية تابعة للاستهلاك، ولصلاحية الجو (Uj(Cj,A. لا يؤثر تغيّر في صلاحية الجوّ A  تأثيرًا متساويًا في رفاهية جميع الأفراد والبلدان. وبتعبير آخر، فإنّ التغيّر المناخيّ قد يكون فائدةً لقوم ومصيبة على أقوام.

### التغايُر
تتوزّع انبعاثات الغازات الدفيئة على نحو غير متساو حول العالم كما تتوزع التأثيرات المحتملة للتغير المناخي (توث وآخرون، 2001:607). فالبلدان التي تطلق انبعاثات أكثر من المتوسط، ثم تتلقّى تأثيرات صغيرة من التغير المناخي ليس لديها هم كبير بشأن تقليل انبعاثاتها. أمّا البلدان التي تطلق انبعاثات قليلة ثمّ تواجه آثارًا سلبية كبيرة من التغير المناخي، لديها همّ كبير بشأن تقليل الانبعاثات. قد تستفيد البلدان التي تتجنب تخفيف التغير المناخي من التربّح على أفعال الآخرين، وربما تستمتع بأرباح التجارة والاستثمار (هالسنيس وآخرون، 2007:127). هذا التوزع غير المتكافئ لفوائد التخفيف من التغير المناخي، والمزايا المحتملة من التربّح، تصعّب حماية اتفاقية عالمية للحد من الانبعاثات.

### توريث الأجيال
يمكن أن نعدّ التخفيف من التغيّر المناخيّ حفظًا لثروةٍ بهدف توريثها إلى الأجيال القادمة (توث وآخرون، 2001:607). يحدد مقدار التخفيف حال الموارد (البيئية أو المادية) وكميتها التي تتسلّمها الأجيال القادمة. لذلك ففوائد التخفيف وتكاليفه غير متشاركةٍ بالتساوي، فالأجيال القادمة تستفيد من التخفيف، والأجيال المعاصرة تتحمل تكاليفه ولا تستفيد منه مباشرة (إذا أهملنا الاستفادة المشتركة، كتقليل تلوّث الهواء). لو كان الجيل المعاصر مستفيدًا من التخفيف، لربما كان أكثر رغبةً في تحمّل تكاليفه ودفع أثمانه.

## الآثار الدائمة والسياسة
قد تكون انبعاثات ثنائي أكسيد الكربون غير قابلة للعكس ولو في آلاف الأعوام (هالسنيس وآخرون، 2007). لهذه التغيرات الدائمة التي لا تنعكس مخاطر، وكذلك لإمكانية التغيرات المفاجئة في المناخ. وبالمقابل، فإن آثار التخفيف أيضًا دائمة لا تنعكس. إذ لا تنعكس آثار الاستثمارات في التقنيات واسعة المجال طويلة العمر قليلة الانبعاثات. إذا تبيّن أنّ الأساس العلمي لهذه الاستثمارات خاطئ، فإنّها ستكون حينئذ «مدّخرات متروكة». ثمّ إنّ تكاليف الحدّ من الانبعاثات قد تتغير مع الزمن على نحو غير خطي.
من منظور اقتصادي، تتزايد المخاطر مع تزايد مجال استثمارات القطّاع الخاص في التقنيات «قليلة الكربون». يحمل الشكّ في مستقبل السياسة المناخية المستثمرين على رفض بدء استثمارات واسعة النطاق من دون دعم الحكومة. يناقش القسم التالي كيف تؤثر هذه المخاطر في الاستثمارات في الاقتصادات النامية والجديدة.

## التنمية المستدامة
عرّف سولو (1992) (عزاه إليه أرو، 1996b، 140-141) التنمية المستدامة على أنها السماح بإقلال استهلاك الموارد غير المتجددة، ما دام هذا مكافأً بزيادة في الموارد الأخرى. يفترض هذا التعريف ضمنًا أنّ الموارد يمكن تبديلها، وهو رأي يدعمه تاريخ الاقتصاد. وفي المقابل رأي آخر يقول إنّ الإقلال في استخدام بعض الموارد غير المتجددة لا يمكن تعويضه إلا جزئيًّا بالبدائل. فإن صحّ هذا، فهو يعني أنّ بعض الثروات يجب أن تحفظ مهما كان الثمن.
في كثير من البلدان النامية، لا يُقبَل تعريف سولو، ذلك لأنّه يضع حدودًا لآمالهم في التنمية. يمكن أن يعالَج هذا بأن تدفع الدول المتطورة كلّ تكاليف التخفيف، ومنها تكاليف الدول النامية. اقترح هذا الحلّ رولسيان، ومؤسسات الرعاية الاجتماعية النفعية. استعملت هذه الوظائف لتقدير آثار سياسات التغير المناخي والسياسات الأخرى على رفاهية الأفراد (ماركانديا وآخرون، 2001، صفحة 460). تركّز طريقة رولسيان على رفاهية أسوأ الناس في المجتمع، أمّا الطريقة النفية فهي مجموع خدمات (أرو وآخرون، 1996b، صفحة 138).
قد يُحتجّ على هذا بأنّه ما دامت إعادة توزيع الموارد هذه غير مشاهَدة الآن، فلمَ يمكن لبنى رولسيان أو البنى النفعية أن تكون مناسبة للتغير المناخي (أرو وآخرون، 1996b، صفحة 140)؟ قد يُجاب عليه بأنه في حال غياب تدخّل الحكومة، فإنّ معدّلات إعادة التوزيع في السوق، لا تكافئها في المجتمع.

## الانبعاثات والنمو الاقتصادي
النمو الاقتصادي عامل أساسي في انبعاثات ثنائي أكسيد الكربون (ساثاي وآخرون، 2007:707). فمع توسّع الاقتصاد، يزداد طلب الطاقة والبضائع شديدة الاستهلاك للطاقة، وهو ما يزيد انبعاثات ثنائي أكسيد الكربون. وفي نفس الوقت قد يصل النمو الاقتصادي إلى تغير تقني يزيد فعالية الطاقة. قد يكون الأمر متعلقًا بالنمو الاقتصادي في مجالات اقتصادية محددة. ففي المجالات المعتمدة على الطاقة، ربما يوجد رابط قوي بين النمو الاقتصادي ونمو الانبعاثات. أما في المجالات الأقل استهلاكًا للطاقة، كالمجالات الخدمية، فالرابط هنا ضعيف بين النمو الاقتصادي ونمو الانبعاثات. خلافًا للتغير التقاني أو تحسينات فعالية الطاقة، فإنّ التخصص في مجالات تعتمد على الطاقة كثيرًا أو قليلًا لا يؤثر في الانبعاثات العالمية. إنما يغيّر توزيع الانبعاثات العالمية.
تركّز كثير من الأدبيات على فرضية «منحنى كوزنتس البيئي»، التي تفترض أن معدلات الناتج المحلي الإجمالي للفرد الواحد ومعدلات التلوّث للفرد يتجهان أوّل الأمر في نفس الاتجاه. ثمّ بعد مرحلة معينة، تنخفض معدلات التلوّث، وتتزايد معدّلات الناتج المحلّيّ، فتتشكّل علاقة على شكل حرف U بين المقدارين. استنتج ساثاي وآخرون، (2007) أن القياسات الاقتصادية لا تدعم القراءة المتفائلة لهذه الفرضية، أي إنّ مشكلة الانبعاثات ستحل نفسها بنفسها، ولا تدعم القراءة المتشائمة، أي إنّ النموّ الاقتصادي مرتبطًا ارتباطًا لا ينفكّ بنموّ الانبعاثات. بدلًا من هذا، اقتُرِح أنّ بين النمو الاقتصادي ونمو الانبعاثات قدرًا من المرونة.

## السياسات التي تؤثر في الانبعاثات

### إشارات الأسعار والدعم الحكومي
تكون أسعار الطاقة في الدول المتطورة رخيصة، وتدعمها الحكومة دعمًا كبيرًا، أمّا في الدول النامية، فالفقراء يدفعون أسعارًا كبيرة ليشتروا بها خدمات رديئة. علق باشماكوف وآخرون، (2001:410) على صعوبة قياس دعم الطاقة الحكومي، ولكنهم وجدوا أدلة على أن دعم إنتاج الفحم قد انخفض في كثير من البلدان النامية، وبلدان منظمة التعاون الاقتصادي والتنمية.

### الإصلاحات في بنية السوق
يمكن لإصلاحات السوق، كالتي طبقتها عدة بلدان في تسعينيات القرن العشرين، أن تؤثر تأثيرًا هامًّا في استخدام الطاقة، وفعالية الطاقة، ومن ثم انبعاثات الغازات الدفيئة. ضرب باشماكوف وآخرون، (2001:409)، مثلًا الصينَ التي أنجزت إصلاحات في بنية السوق بهدف زيادة الناتج الإجمالي المحلي. وجدوا أن استخدام الطاقة فد ازاداد في الصين منذ 1978 بمعدّل 4% في السنة، ولكنه في نفس الوقت نقص بالنسبة إلى كل وحدة من وحدات الناتج الإجمالي المحلي.

### تحرير أسواق الطاقة
حدث تحرير أسواق الطاقة وإعادة بنائها في عدة بلدان ومناطق، منها أفريقيا، والاتحاد الأوروبي، وأمريكا اللاتينية، والولايات المتحدة الأمريكية. تهدف هذه السياسات أولًا إلى زيادة التنافس في السوق، ولكنها قد تحمل معها تأثيرات مهمة في الانبعاثات. استنتج باشماكوف وآخرون، أنّ إصلاح بنية مجال الطاقة لن يوفر نقلةً باتجاه إنتاج طاقة أقل اعتمادًا على الكربون. مع هذا، فإن هذه الإصلاحات يمكن أن تجعل السوق أكثر استجابة لإشارات الأسعار (معلومات الأسعار) المتعلقة بالانبعاثات.